# Chott Melrhir
Il Chott Melrhir (in arabo شط ملغيغ‎?, Šaṭṭ Malġīġ), o Chott Melghir, è un bacino endoreico di acqua salata nel nord est dell'Algeria